# 스코틀랜드-아일랜드계 미국인
스코치-아일랜드계 미국인은 주로 얼스터스코트인의 미국인 후손으로, 이들은 18세기와 19세기 사이에 아일랜드섬의 최북단 지방인 얼스터에서 미국으로 이주했으며, 그들의 조상은 원래 17세기에 주로 로우랜드 지방과 북잉글랜드에서 얼스터로 이주해왔다.
2017년 미국 지역 사회 조사에서 539만 명(인구의 1.7%)이 스코틀랜드계 혈통이라고 보고했고, 추가로 300만 명(인구의 0.9%)이 스코치-아일랜드계 혈통으로 더 구체적으로 자신을 정의했으며, "미국인 혈통"이라고 주장하는 많은 사람들이 실제로는 스코치-아일랜드계 혈통일 수 있다.
스코치-아일랜드라는 용어는 주로 미국에서 사용되며, 비슷한 혈통의 영국이나 아일랜드섬 사람들은 자신을 얼스터스코트인이라고 칭한다. 많은 사람들이 북아메리카로 떠났지만, 1800년에도 10만 명 이상의 스코틀랜드 장로교도들이 얼스터에 살고 있었다. 1704년 앤 여왕의 교회법이 시행되어 국교회에 참여하지 않는 모든 사람들에 대한 차별이 심화되자, 18세기와 19세기 내내 상당수의 얼스터-스코틀랜드인들이 영국령 아메리카 식민지로 이주했다.

## 용어
이 용어는 아일랜드에 거주하는 스코틀랜드계 가톨릭 신자들을 가리키는 데 처음 사용된 것으로 알려져 있다. 1573년 4월 14일자 편지에서 잉글랜드의 엘리자베스 1세는 아일랜드에 정착했던 스코틀랜드 출신의 "갈로글라" 용병 후손들을 언급하며 다음과 같이 썼다.
우리는 설리 보이 맥도넬이라는 귀족과 다른 이들이 스코치-아일랜드 혈통임을 이해하게 되었다...
이 용어는 1세기 이상 계속 사용되었고 가장 초기의 미국 내 언급은 1689~90년 메릴랜드의 진술서에 나타난다.
제임스 레이번(James Leyburn)에 따르면 스코치-아일랜드는 "스코틀랜드와 아일랜드섬에서는 일반적으로 알려지지 않았고 영국 역사가들도 거의 사용하지 않는 미국식 표현"이다. 1850년 이후 미국에서 흔하게 사용되었다. 이 용어는 다소 모호한데, 일부 스코치-아일랜드인들은 스코틀랜드나 아일랜드 혈통이 거의 없거나 전혀 없기 때문이다. 수많은 비국교도 가족들이 북잉글랜드, 특히 노섬벌랜드주, 컴벌랜드 (잉글랜드), 더럼, 요크셔의 접경 지역에서 얼스터로 이주했다. 소수의 이민자들은 웨일스, 맨섬, 잉글랜드 남동부에서도 왔으며, 다른 이들은 플란데런, 독일 팔츠, 프랑스에서 온 개신교 난민들이었다(예를 들어 데비 크로켓의 프랑스 위그노 조상). 이 다양한 민족들을 하나로 묶은 것은 칼뱅주의 종교적 신념과 국교회(이 경우 잉글랜드 국교회와 아일랜드 교회)로부터의 분리였다. 그렇지만 얼스터 개척지의 큰 스코틀랜드계 요소는 이 정착지에 아일랜드적인 특성보다는 "스코틀랜드적인 특성"을 부여했다.
북아메리카에 도착했을 때, 이 이주민들은 처음에는 단순히 아일랜드인으로 자신을 식별했으며, 스코치라는 수식어는 붙이지 않았다. 1840년대 아일랜드 대기근 이후 아일랜드 이민이 급증한 지 한 세기가 지나서야 이전 이민자들의 후손들은 새로 온 가난한, 주로 가톨릭 이민자들과 자신을 구별하기 위해 "스코치-아일랜드인"이라고 부르기 시작했다. 처음에는 이 두 집단은 미국에서 거의 교류가 없었는데, 스코치-아일랜드인들은 수십 년 전에 주로 애팔래치아산맥 지역의 오지에서 정착했기 때문이다. 새로운 가톨릭 아일랜드인 이주 물결은 주로 보스턴, 뉴욕, 찰스턴, 시카고, 멤피스, 뉴올리언스 같은 항구 도시에 정착했는데, 이곳에서는 대규모 이민 공동체가 형성되고 일자리가 늘어났다. 새로운 아일랜드 이주민 중 상당수는 19세기에 운하나 철도 같은 대규모 기반 시설 프로젝트의 일자리에 끌려 내륙으로 향하기도 했다.
스코츠-아일랜드라는 용어는 19세기 후반에 비교적 최근의 용어 버전으로 발전했다. 초기 인용문 두 개는 다음과 같다: 1) "미국에서는 '스코츠-아일랜드인'"으로 알려진 종족의 점잖은 노인" (1870); 그리고 2) "코크런 박사는 위엄 있는 풍채를 지녔고, 뽀얗고 혈색이 좋은 얼굴을 가졌으며, 그의 용모는 스코츠-아일랜드 혈통을 증명했다" (1884).

### 스코치-아일랜드 용어의 역사

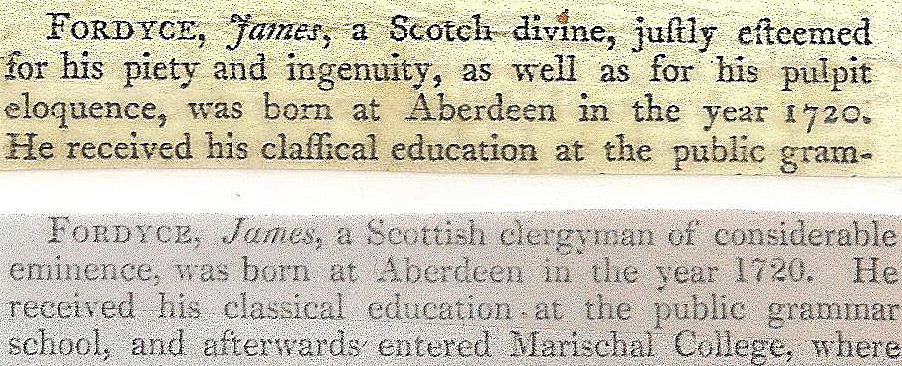
스코치가 형용사로 사용된 예시, 1800년 스코틀랜드 에든버러에서 발행된 브리태니커 백과사전 제4판에 수록되었고, 1829년 제7판에서 스코티시로 현대화되었다.

스코치는 19세기까지는 스코틀랜드와 관련된 것들, 사람들을 포함하여 보통 사용되는 형용사였으나, 이후 스코티시(Scottish)에 의해 대체되었다. 스코치 위스키(Scotch whisky), 스코치 브로스(Scotch broth)와 같은 특정 고정된 문구와 스코치-아일랜드(Scotch-Irish)라는 용어에 남아 있다. 메리엄-웹스터 사전에 따르면 이 용어가 1744년에 처음 나타났다고 하지만, 이 용어는 의심할 여지 없이 더 오래된 것이다. 1689년 3월 15일자 윌리엄 패튼트의 메릴랜드주 서머싯군의 매튜 스카브로 씨에 대한 진술서에는 패튼트 씨가 스카브로에게 "나를 죽이는 것이 개를 죽이는 것, 또는 스코치-아일랜드 개를 죽이는 것보다 더 죄가 되지 않는다"는 말을 들었다고 기록되어 있다.
레이번은 1744년 이전에 사용된 초기 미국 용례로 다음을 인용한다.
- 가장 오래된 것은 1695년 6월 메릴랜드 주 장관인 토머스 로렌스 경의 보고서인데, "스코치-아일랜드인들이 많은 메릴랜드주 도체스터군과 서머싯 두 군에서 그들은 아마포와 모직물 제조를 통해 옷을 입는다"고 했다.
- 1723년 9월, 델라웨어주 뉴캐슬의 이매뉴얼 교회 학장 조지 로스 목사는 잉글랜드 국교회에 대한 그들의 반대 입장을 언급하며 다음과 같이 썼다. "그들은 자신들을 스코치-아일랜드인이라고 부른다... 그리고 미국 땅을 밟은 사람들 중 교회에 대해 가장 심하게 비난하는 자들이다."
- 델라웨어주 루이스의 또 다른 잉글랜드 국교회 성직자는 1723년에 "대다수의 아일랜드인(자신들을 스코치-아일랜드인이라고 부르는)들이 북아일랜드에서 자신들과 가족들을 이주시켰다"고 언급했다.

옥스퍼드 영어 사전은 스코치-아일랜드라는 용어가 1744년 펜실베이니아에서 처음 사용되었다고 언급한다.
- 1744년 W. 마쉬 주니어 저널 6월 21일 매사추세츠 역사학회 소장품. (1801) 1차 시리즈 VII. 177: "랭커스터 주민들은 주로 고지 독일인, 스코치-아일랜드인, 소수의 잉글랜드 가정, 그리고 불신하는 이스라엘인들이다." 그 인용문에는 19세기 후반까지의 예시들이 포함되어 있다.

역사학자 데이비드 해킷 피셔는 저서 알비온의 씨앗: 아메리카의 네 가지 영국 민족 방식에서 다음과 같이 주장한다.

일부 역사학자들은 이 이민자들을 "얼스터 아일랜드인" 또는 "북부 아일랜드인"이라고 묘사한다. 많은 이들이 얼스터 지방에서 항해한 것은 사실이지만... 스코틀랜드의 저지대, 잉글랜드 북부, 아일랜드 해의 모든 지역에서 온 훨씬 더 큰 흐름의 일부였다. 많은 학자들은 이 사람들을 스코치-아일랜드인이라고 부른다. 이 표현은 미국식 표현으로, 영국에서는 거의 사용되지 않으며, 이 표현이 붙여진 사람들은 이를 매우 싫어했다. 펜실베이니아에서 그들 중 한 명이 "우리는 아일랜드인이 아니라 스코틀랜드인이다"라고 말하는 것이 들렸다.

피셔는 "국경 지역 주민들"(역사적으로 전쟁으로 황폐했던 잉글랜드-스코틀랜드 국경을 지칭)을 "내륙 지역" "문화적 흐름"(그가 미국 역사에서 확인한 아일랜드와 영국에서 온 네 가지 주요하고 지속적인 문화적 흐름 중 하나)의 조상 인구라고 부르는 것을 선호한다. 그는 국경 지역 주민들이 상당한 잉글랜드인과 스칸디나비아 혈통을 가지고 있었다는 점에 주목한다. 그는 이들을 스코틀랜드 고지인이나 아일랜드인(즉, 게일어 사용자이며 주로 로마 가톨릭교도)과 같이 게일어를 사용하는 집단과는 매우 다르다고 묘사한다.
많은 이들이 그러한 구별은 사용되어서는 안 되며, 스코치-아일랜드인이라고 불리는 이들은 비록 이전에 스코틀랜드나 잉글랜드에서 왔을지라도 단순히 아일랜드인일 뿐이라고 주장했다. 다른 아일랜드인들은 아일랜드인이라는 용어를 토착 게일족에게만 한정하고, 얼스터 개신교도들을 영국인으로 묘사하는 것을 선호한다(이는 많은 얼스터 개신교도들이 아일랜드 자유국이 영국으로부터 분리된 이후 적어도 아일랜드인보다는 영국인이라는 설명을 선호해 왔으며, 얼스터맨은 토착 아일랜드 게일족과의 구별을 유지하면서 아일랜드 북부에 대한 주장을 유지하기 위해 채택되었다틀:By whom). 그러나 한 학자가 1944년에 관찰했듯이, "이 나라(미국)에서는 그들이 200년 이상 스코치-아일랜드인으로 불려왔으므로, 이곳에서 알려지지 않은 이름으로 그들을 부르는 것은 터무니없는 일이다... 이곳에서 그들의 이름은 스코치-아일랜드인이니, 그렇게 부르자."

## 이주
1710년부터 1775년까지 20만 명 이상의 사람들이 얼스터에서 원래의 13개 미국 식민지로 정착했다. 가장 많은 수는 펜실베이니아로 갔다. 그곳을 거점으로 일부는 버지니아주, 캐롤라이나, 그리고 남부 전역으로 남하했으며, 애팔래치아 지역에 크게 집중되었다. 다른 일부는 서쪽으로 펜실베이니아 서부, 오하이오주, 인디애나주, 그리고 중서부로 향했다.
대서양을 횡단하는 흐름은 미국 독립 혁명으로 중단되었지만, 1783년 이후 재개되어 1783년부터 1812년까지 총 10만 명이 미국에 도착했다. 그 시점에서 젊은 하인들은 거의 없었고, 대신 성숙한 장인들이 많았으며, 이들은 피츠버그, 필라델피아, 뉴욕 등 산업 중심지에 정착하여 미국에서 산업 혁명이 시작되면서 숙련공, 현장 감독, 기업가가 되었다. 1815년부터 1845년까지 또 다른 50만 명이 미국으로 왔고, 1851년부터 1899년까지 90만 명이 추가로 왔다.  신세계에 정착하면서 스코치-아일랜드 문화는 진화했지만, 정착민들이 가져온 것은 오늘날까지 미국 문화라고 불리는 것의 기반이다.
하버드 미국 민족 그룹 백과사전에 따르면, 1790년에 아일랜드 출신 또는 아일랜드 혈통의 미국 거주자는 40만 명이었고, 이 중 절반은 얼스터 출신이며, 나머지 절반은 아일랜드의 다른 세 지방 출신이었다.
별도의 이주로 많은 이들이 캐나다로 향했으며, 그곳에서는 주로 시골 온타리오주와 노바스코샤주에 가장 많이 거주한다.

## 기원
영국과 아일랜드섬의 섬들이 인접해 있었기 때문에, 아일랜드가 빙하기가 물러난 후 처음 정착된 이래로 양방향으로 이주가 계속되어 왔다. 아일랜드섬의 게일인은 달 리어타 왕국의 일부로 현재 스코틀랜드 남서부를 식민화했으며, 결국 스코틀랜드 전역의 토착 픽트인 문화와 혼합되었다. 아일랜드 게일족은 이전에 로마인에 의해 스코트인이라고 불렸고, 결국 그들의 이름은 스코틀랜드 왕국 전체에 적용되었다.
스코치-아일랜드인의 기원은 주로 스코틀랜드 로우랜드와 북잉글랜드, 특히 수세기 동안 분쟁이 끊이지 않았던 잉글랜드-스코틀랜드 국경 양쪽의 보더 컨트리에 있다. 중세 시대 잉글랜드와 스코틀랜드 사이의 끊임없는 전쟁 상태에서 국경 지역 주민들의 생계는 경쟁하는 군대에 의해 황폐해졌다. 심지어 국가들이 전쟁 중이 아닐 때에도 긴장은 높았고, 한쪽 왕국의 왕권은 종종 약했다. 불안정한 존재는 국경 지역 주민들로 하여금 스코틀랜드 씨족 제도와 유사한 가족 관계 시스템을 통해 안보를 추구하게 만들었다. 보더 레이버스로 알려진 이 가족들은 생존을 위해 자신들의 힘과 교활함에 의존했고, 소 도둑질과 강도 문화가 발전했다.

아일랜드 지도. 얇은 검은 선으로 표시된 주들은 녹색으로 얼스터 주들을 포함하며, 북아일랜드의 현대 영토는 섬을 가로지르는 굵은 검은색 테두리로 얼스터의 6개 주를 나머지 3개 주와 구분하고 있다.

정치적으로는 여전히 분리되어 있었지만, 1603년 왕관 연합으로 스코틀랜드의 제임스 6세가 엘리자베스 1세의 뒤를 이어 잉글랜드와 아일랜드의 통치자가 되면서 스코틀랜드, 잉글랜드(당시 웨일스는 1535년 합병됨), 아일랜드는 단일 군주에 의해 통치되었다. 불안정한 국경 지역 외에도 제임스는 엘리자베스의 아일랜드 내 분쟁도 물려받았다. 1603년 아일랜드의 9년 전쟁이 끝나고 1607년 백작들의 도피 이후, 제임스는 1609년에 잉글랜드와 스코틀랜드 개신교 정착민들을 아일랜드 북부 지방인 얼스터에 체계적으로 이주시키는 얼스터 플랜테이션을 시작했다. 얼스터 개척은 보더 레이버스 가족들을 아일랜드로 이주시켜 잉글랜드-스코틀랜드 국경 지역에 평화를 가져오고, 또한 아일랜드 토착 아일랜드인들을 진압할 전투 인력을 제공하는 방법으로 여겨졌다.
스코틀랜드인과 잉글랜드인의 얼스터로의 첫 대규모 유입은 1606년 제임스 왕이 특허를 내준 민간 지주들이 토착 아일랜드인들을 몰아낸 동부 다운주의 정착 과정에서 이루어졌다. 이 과정은 1609년 제임스 왕의 공식적인 개척으로 가속화되었고, 이후 아일랜드 연맹 전쟁 동안 더욱 증가했다. 스튜어트가 왕국들 중 내전으로 가장 먼저 붕괴된 곳은 아일랜드였다. 스코틀랜드의 언약도들의 반가톨릭 수사에 부분적으로 자극을 받아 아일랜드 가톨릭 신자들은 1641년 10월 반란을 일으켰다.
잉글랜드의 찰스 1세와 제1대 스트래퍼드 백작 토머스 웬트워스가 스코틀랜드의 언약도 운동을 진압하기 위해 아일랜드 가톨릭 신자들로 군대를 조직하려는 제안에 반발하여, 스코틀랜드 의회는 "아일랜드에서 교황령을 근절하기" 위해 아일랜드를 침공하겠다고 위협했다(당시 아일랜드의 주요 정치인이었던 리처드 벨링스의 해석에 따르면). 이것이 아일랜드에서 불러일으킨 공포는 반란이 발발하자 개신교 잉글랜드와 스코틀랜드 정착민들, 주로 얼스터에서 대규모 학살의 물결을 일으켰다. 이 전쟁 단계에서 모든 측면은 극도의 잔인함을 보였다. 약 4000명의 정착민들이 학살되었고, 추가로 12000명이 집에서 쫓겨난 후 궁핍으로 사망했을 수 있다. 이는 아일랜드 가톨릭 난민들이 도피하면서 아일랜드 인구가 25% 감소하는 결과를 초래했다.
윌리엄 페티의 37,000명의 개신교도 학살 수치는 너무 높으며, 아마도 10배 정도 과장되었을 것이다. 분명히 최근 연구에서는 훨씬 더 현실적인 수치가 약 4,000명 사망이라고 제시한다. 한 악명 높은 사건에서는 포터다운의 개신교 주민들이 포로로 잡혀 도시 다리에서 학살당했다. 정착민들도 마찬가지로 더블린성 행정부와 함께 아일랜드 민간인 인구에 대한 공격으로 대응했다. 래슬린섬 등지에서는 토착 민간인 학살이 발생했다.
1642년 초, 언약도들은 반란 발발 후 그들을 공격했던 아일랜드 반군으로부터 그곳의 스코틀랜드 정착민들을 방어하기 위해 얼스터로 군대를 파견했다. 스코틀랜드 군대의 원래 목적은 아일랜드를 재정복하는 것이었지만, 병참 및 보급 문제로 인해 얼스터 동부의 기지를 넘어 멀리 진격할 수 없었다. 언약도 군대는 남북 전쟁이 끝날 때까지 아일랜드에 남아 있었지만, 1646년 벤버브 전투에서 토착 얼스터 군대에 패배한 후 캐릭퍼거스 주변 주둔지에 갇혔다. 전쟁이 끝난 후, 많은 병사들이 영구히 얼스터에 정착했다. 스코틀랜드에서 얼스터로의 또 다른 대규모 유입은 1690년대에 발생했는데, 수만 명의 사람들이 스코틀랜드의 기근을 피해 아일랜드로 왔다.
아일랜드에 도착한 지 몇 세대 후, 18세기 내내 상당수의 얼스터-스코틀랜드인들이 대영 제국의 북아메리카 식민지로 이주했다(1717년에서 1770년 사이에만 약 25만 명이 미국이 될 지역에 정착했다). 커비 밀러(Kerby Miller)의 '이민자와 망명자: 아일랜드와 북아메리카로의 아일랜드 대탈출'(1988)에 따르면, 개신교도는 아일랜드 인구의 3분의 1이었지만, 1700년부터 1776년까지 떠난 모든 이민자의 4분의 3을 차지했으며, 이 개신교도들의 70%는 장로교도였다. 18세기 얼스터 스코틀랜드인들의 미국으로의 대규모 탈출에 기여한 다른 요인들은 일련의 가뭄과 지주들이 부과한 임대료 인상이었다.
17세기 동안 칼뱅주의 이단 종파, 즉 스코틀랜드의 장로교, 잉글랜드의 청교도, 플랑드르 칼뱅주의자, 프랑스 위그노, 독일 팔츠인 등의 정착민 수가 얼스터 지방의 개신교 정착민들 사이에서 대다수를 차지하게 되었다. 그러나 장로교를 비롯한 다른 이단들과 가톨릭 신자들은 국교회의 일원이 아니었으므로, 형법에 의해 법적으로 불이익을 받았다. 이 법은 잉글랜드 국교회나 아일랜드 교회의 구성원에게만 완전한 권리를 부여했다.
아일랜드 국교회 신자들은 주로 17세기와 18세기 아일랜드의 정예를 형성했던 잉글랜드계 개신교 정착민인 개신교 신흥 지배계층으로 구성되었다. 이러한 이유로, 19세기까지, 그리고 아일랜드 가톨릭 신자들에 대한 공통된 두려움에도 불구하고, 얼스터의 장로교도들과 개신교 신흥 지배계층 사이에는 상당한 불화가 있었다. 이로 인해 많은 얼스터-스코틀랜드인들은 가톨릭 토착 아일랜드인들과 함께 종교적 차이를 무시하고 연합 아일랜드인회에 가입하여 프랑스 혁명의 영향을 받은 계몽시대의 평등주의적이고 공화주의적인 목표를 지지하며 1798년 아일랜드 반란에 참여했다.

## 미국의 정착

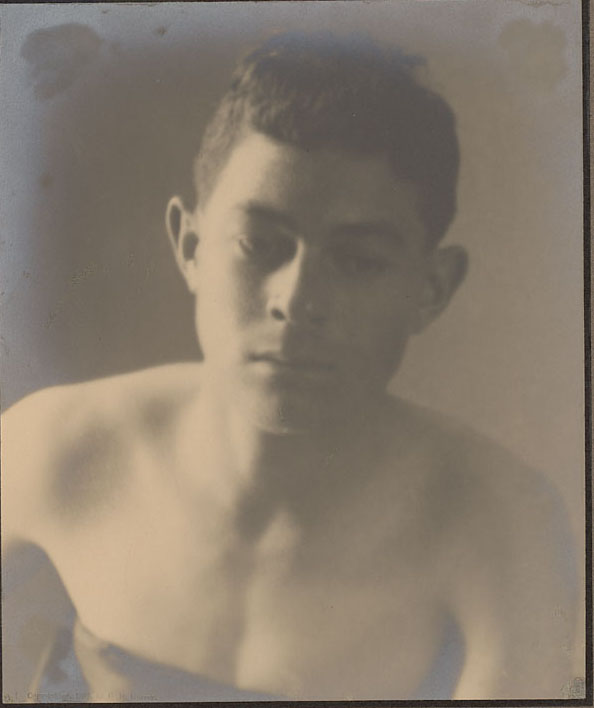
1909년 하와이주의 스코치-아일랜드계 미국인 소년

학계 추정치에 따르면 1717년에서 1775년 사이에 20만 명 이상의 스코치-아일랜드인이 아메리카 대륙으로 이주했다. 늦게 도착한 집단으로서, 그들은 영국 식민지 해안 지역의 토지가 이미 소유되었거나 너무 비싸다는 것을 알게 되었고, 그래서 더 저렴하게 토지를 얻을 수 있는 산악 내륙 지역으로 빠르게 이동했다. 이곳에서 그들은 아메리카의 첫 국경 지역에서 살았다. 초기 국경 생활은 어려웠지만, 가난과 고난은 그들에게 익숙한 것이었다. 힐빌리라는 용어는 종종 산악 지역의 그들 후손들에게 적용되었으며, 가난, 후진성, 폭력이라는 함의를 담고 있다.
스코치-아일랜드 정착민의 첫 물결은 뉴잉글랜드에 도착했다. 그들은 전투 능력과 개신교 교리 때문에 높이 평가받았으며, 코튼 매더와 다른 지도자들의 초청을 받아 국경을 정착하고 확보하는 데 도움을 주러 왔다. 이러한 역할에서 1718년 이후 메인주와 뉴햄프셔주의 많은 초기 영구 정착지는 스코치-아일랜드인이었으며, 많은 지명과 북부 뉴잉글랜드인의 특성은 이러한 사실을 반영한다. 스코치-아일랜드인들은 아일랜드에서 감자를 가져왔다(감자는 남아메리카에서 기원했지만, 유럽에서 건너오기 전까지는 북아메리카에서 알려지지 않았다). 메인주에서는 감자가 주요 작물이자 경제 기반이 되었다.
1717년부터 약 30년 동안 얼스터 이민자들의 주요 입항 지점은 펜실베이니아의 필라델피아와 델라웨어의 뉴캐슬이었다. 스코치-아일랜드인들은 앨러게니산맥을 가로질러 서쪽으로 퍼져 나갔으며, 버지니아주, 노스캐롤라이나주, 사우스캐롤라이나주, 조지아주, 켄터키주, 테네시주까지 진출했다. 전형적인 이주 패턴은 함께 정착하고 예배하며 혼인을 통해 외부인과의 접촉을 피하는 소규모 친족 가족 집단을 포함했다.

### 펜실베이니아와 버지니아
대부분의 스코치-아일랜드인들은 필라델피아에 상륙했다. 현금이 별로 없었기 때문에 그들은 국경의 자유로운 땅으로 이동하여 전형적인 서부 "무단 점거자", 식민지의 국경 수비대가 되었고, 역사학자 프레드릭 잭슨 터너가 "국경의 첨단"이라고 묘사한 사람들이 되었다.
스코치-아일랜드인들은 델라웨어강을 거슬러 벅스군으로 이동한 다음 서스퀘한나 계곡과 컴벌랜드 계곡을 따라 강과 시내를 따라 평지를 찾아 귀틀집, 곡물 제분소, 장로교 교회를 지었다. 체스터, 랭커스터, 도핀 카운티는 그들의 거점이 되었고, 그들은 챔버스버그, 게티즈버그, 칼라일, 요크와 같은 마을을 건설했다. 다음 세대는 펜실베이니아 서부로 이동했다.
값싼 농장이 필요한 많은 자녀들이 있었기 때문에 스코치-아일랜드인들은 이미 독일인과 퀘이커교도들이 정착한 지역을 피하고 남쪽으로, 셰넌도어 계곡을 통과하고 블루리지 산맥을 넘어 버지니아주로 이동했다. 이 이민자들은 랭커스터에서 게티즈버그를 거쳐 버지니아 스톤턴을 지나 빅 리크(현재 로어노크)까지 이어지는 그레이트 웨이건 로드를 따랐다. 이곳에서 길은 나뉘어 와일더니스 로드는 정착민들을 서쪽으로 테네시와 켄터키로 데려갔고, 주 도로는 남쪽으로 캐롤라이나로 이어졌다.

### 아메리카 원주민과의 갈등
스코치-아일랜드인들이 펜실베이니아와 서부 버지니아의 국경 지역에 정착했기 때문에, 그들은 프렌치 인디언 전쟁과 폰티액 전쟁의 큰 영향을 받았다. 스코치-아일랜드인들은 토착 부족들과 자주 충돌했으며 뉴햄프셔에서 캐롤라이나까지 국경 지역에서 대부분의 전투를 수행했다. 스코츠-아일랜드인들은 또한 토착 부족들과 식민지 정부 간의 무역과 협상을 처리하는 중간상인 역할을 했다.
특히 민병대를 위한 아무런 규정도 두지 않았던 평화주의적 퀘이커 지도자들이 있던 펜실베이니아에서는 스코치-아일랜드인 정착지가 레나페족, 쇼니족, 세네카족, 그리고 서부 펜실베이니아와 오하이오 영토의 다른 부족들의 공격으로 자주 파괴되었고 정착민들은 살해되거나 포로로 잡히거나 도주할 수밖에 없었다. 필라델피아에서 60마일 이내에서도 원주민 공격이 발생했으며, 1763년 7월 펜실베이니아 의회는 방어 목적으로만 사용될 700명의 민병대 모집을 승인했다. 두 개의 레인저 부대인 컴벌랜드 보이스와 팩스턴 보이스로 구성된 민병대는 곧 그들의 임무를 넘어 레나페 마을에 대한 공격적인 기습을 시작했다.
팩스턴 보이스의 지도자들은 "적대적인" 부족들이 랭커스터 카운티에 정착하여 펜실베이니아 정부의 보호를 받고 있던 "우호적인" 서스퀘한족(코네스토가) 부족으로부터 정보와 지원을 받고 있다는 믿을 만한 정보를 입수했다. 1763년 12월 14일, 약 50명의 팩스턴 보이스가 펜실베이니아 밀러스빌 근처의 코네스토가 타운으로 가서 6명의 코네스토가족을 살해했다. 펜실베이니아 당국은 나머지 14명의 코네스토가족을 랭커스터 작업장에서 보호 구금했지만, 팩스턴 보이스는 침입하여 1763년 12월 27일 14명 전원을 살해하고 훼손했다.
1764년 2월, 팩스턴 보이스는 수백 명의 오지 정착민들, 주로 스코치-아일랜드인들과 함께 필라델피아로 진격하여 그곳에 피난처를 제공받은 모라비아 인디언들을 죽일 의도였다. 벤저민 프랭클린이 대표단을 이끌고 저먼타운에서 행진자들을 만났다. 협상 끝에 팩스턴 보이스는 해산하고 자신들의 불만을 서면으로 제출하기로 합의했다.

### 미국 독립 혁명
미국 독립선언에는 56명의 대표 서명이 포함되어 있다. 서명자 중 8명은 아일랜드계였다. 조지 테일러와 제임스 스미스 두 명은 얼스터에서 태어났다. 나머지 5명의 아일랜드계 미국인, 조지 리드, 토머스 매킨, 토머스 린치 주니어, 에드워드 러틀리지, 찰스 캐롤은 아일랜드 이민자의 아들이나 손자였으며, 적어도 매킨은 얼스터 혈통이었다.
스코틀랜드 고지인들과는 대조적으로, 1770년대 스코치-아일랜드인들은 일반적으로 영국으로부터의 미국 독립을 열렬히 지지했다. 펜실베이니아, 버지니아, 그리고 대부분의 캐롤라이나에서 혁명 지지는 "실질적으로 만장일치"였다. 한 헤센 장교는 "이 전쟁을 무엇이라고 부르든 상관없지만, 미국 반란이라고는 부르지 마라. 그것은 스코치 아일랜드 장로교도 반란일 뿐이다"라고 말했다. 한 영국 소장은 하원에 "반군 대륙군의 절반이 아일랜드 출신이었다"고 증언했다. 스코치-아일랜드 인구가 많았던 노스캐롤라이나주 메클렌버그군은 1775년 메클렌버그 선언에서 영국으로부터의 첫 독립 선언을 했다.
버지니아와 노스캐롤라이나의 스코츠-아일랜드계 "오버마운틴 맨"은 민병대를 조직하여 1780년 킹스마운틴 전투에서 승리했고, 이는 영국군의 남부 작전 포기로 이어졌으며, 일부 역사학자들에게는 "미국 독립 혁명의 전환점"으로 기록되었다.

#### 왕당파
높은 애국심에도 불구하고 예외는 노스캐롤라이나-사우스캐롤라이나 경계의 캐터바강 하류에 있는 왁스호 정착지였다. 이곳에서는 왕당파의 세력이 강했다. 이 지역은 스코치-아일랜드인들의 두 가지 주요 정착 시기를 경험했다. 1750년대-1760년대 동안, 2세대 및 3세대 스코치-아일랜드계 미국인들이 펜실베이니아, 버지니아, 노스캐롤라이나에서 이주했다. 이 특정 집단은 대가족을 이루고 있었고, 집단으로서 자신들과 타인을 위한 물품을 생산했다. 그들은 일반적으로 애국자들이었다.
미국 독립 혁명 직전, 두 번째 이민 물결은 찰스턴을 거쳐 아일랜드에서 직접 왔다. 이 집단은 비싼 땅을 감당할 수 없었기 때문에 저개발 지역으로 이주할 수밖에 없었다. 이 집단의 대부분은 전쟁이 시작되었을 때 왕실에 충성하거나 중립을 유지했다. 제1대 콘월리스 후작 찰스 콘월리스가 1780년에 내륙으로 진격하기 전, 왁스호 정착지의 남성 중 3분의 2는 애국자들을 위해 싸우기를 거부했다. 그러나 지역 왕당파들은 결국 애국자 대의로 충성을 바꾸었는데, 이는 "영국과 싸우는 것이 이웃과 전쟁하는 것보다 나았기 때문이다. 이는 점점 더 비우호적이지만 분명히 일시적인 점령군에 저항하는 것보다 훨씬 더 두려운 전망이었고, 따라서 1780년 여름 미국 진영으로 몰려든 사람들은 강력한 친미 또는 반영 감정 때문이 아니라 이러한 지역 관계의 힘, 즉 이웃에 대한 충성심과 두려움에 의해 움직였을 것이다."

### 위스키 반란
1790년대, 새로운 미국 정부는 개별 주들이 미국 독립 전쟁 동안 축적했던 빚을 떠안았고, 의회는 그 빚을 갚는 데 도움이 되도록 위스키에 세금을 부과했다. 대규모 생산자에게는 갤런당 6센트의 세금이 부과되었다. 소규모 생산자들은, 그들 중 많은 수가 스코틀랜드계(종종 스코치-아일랜드계) 혈통이었고 더 외딴 지역에 위치해 있었는데, 갤런당 9센트의 더 높은 세율이 부과되었다. 이 시골 정착민들은 처음부터 현금이 부족했고, 곡물을 시장에 내놓을 실질적인 수단이 없었으며, 발효시켜 비교적 마실 수 있는 증류주로 만드는 것 외에는 다른 방법이 없었다.
펜실베이니아주부터 조지아주까지 서부 카운티들은 연방 세금 징수원들을 괴롭히는 캠페인에 참여했다. "위스키 보이즈"는 메릴랜드, 버지니아, 노스캐롤라이나, 사우스캐롤라이나, 조지아에서도 폭력 시위를 벌였다. 이러한 시민 불복종은 결국 위스키 반란의 무력 충돌로 이어졌다. 조지 워싱턴 대통령은 13,000명의 군대를 이끌고 칼라일에서 펜실베이니아 베드퍼드까지 동행했으며, 그곳에서 서부 펜실베이니아 반란을 진압할 계획을 완료하고 마차를 타고 필라델피아로 돌아왔다.

### 미국 문화와 정체성에 대한 영향
작가이자 미국 상원의원인 짐 웨브는 그의 저서 본 파이팅(2004)에서 스코치-아일랜드인들에게 귀속되는 특성들, 예를 들어 친족에 대한 충성심, 정부 권위와 법적 규범에 대한 극심한 불신, 그리고 무기를 소지할 권리와 이를 사용하는 성향이 미국 정체성을 형성하는 데 기여했다고 주장한다. 웨브의 책이 출간된 같은 해에 배리 A. 밴은 그의 두 번째 책 남부의 켈트 유산 재발견(Rediscovering the South's Celtic Heritage)을 출간했다. 그의 이전 책인 그들이 온 곳으로부터(From Whence They Came, 1998)에서와 마찬가지로 밴은 이러한 특성들이 어플랜드 사우스(Upland South)에 흔적을 남겼다고 주장한다. 2008년, 밴은 그의 이전 작업을 이어받아 얼스터 스코틀랜드인의 땅을 찾아서: 대서양 횡단 민족의 탄생과 지리신학적 상상(In Search of Ulster Scots Land: The Birth and Geotheological Imagings of a Transatlantic People)이라는 책을 냈는데, 이 책은 이러한 특성들이 바이블 벨트를 특징짓는 보수적인 투표 패턴과 종교적 소속에서 어떻게 나타날 수 있는지 설명한다.

### 철강 산업
철강 산업은 1830년 이후 급속히 발전하여 1860년대에는 산업화된 미국의 지배적인 요소 중 하나가 되었다. 잉햄(Ingham, 1978)은 가장 중요한 중심지인 피츠버그뿐만 아니라 소규모 도시에서도 이 산업의 리더십을 조사했다. 그는 전국적인 철강 산업의 리더십이 "대부분 스코치-아일랜드인"이었다고 결론 내린다. 잉햄은 스코치-아일랜드인들이 19세기 내내 응집력 있게 단결하여 "그들만의 독특한 정체성을 발전시켰다"고 밝힌다.
1800년 이후의 새로운 이민자들은 피츠버그를 주요 스코치-아일랜드 거점으로 만들었다. 예를 들어, 토머스 멜런(얼스터 출생; 1813–1908)은 1823년 아일랜드를 떠나 은행 및 알루미늄, 석유와 같은 산업에서 핵심적인 역할을 한 유명한 멜런 가문의 창시자가 되었다. 바른히젤(Barnhisel, 2005)이 밝힌 바와 같이, 존스 앤 로플린 스틸 컴퍼니의 제임스 H. 로플린(얼스터 출생; 1806–1882)과 같은 산업가들은 "피츠버그 사회의 스코츠-아일랜드 장로교 지배층"을 구성했다.

## 관습
고고학자와 민속학자들은 주택과 같은 물질적 재화뿐만 아니라 언어 패턴과 민요 측면에서 스코치-아일랜드인의 민속 문화를 연구했다. 많은 연구가 애팔래치아에서 이루어졌다.
스코치-아일랜드의 국경 기원은 주로 18세기 스코치-아일랜드인이 정착한 애팔래치아산맥의 전통 음악과 민속 연구를 통해 뒷받침된다. 음악학자 세실 샤프는 이 지역에서 수백 곡의 민요를 수집했으며, 이 지역 사람들의 음악 전통이 "스코틀랜드 고지대보다는 잉글랜드 북부나 로우랜드 지방을 원래 이주지로 가리키는 것 같다. 애팔래치아의 곡들은... 게일어를 사용하는 고지대 사람들의 곡보다는 일반적인 잉글랜드 민요와 훨씬 더 유사하다."고 관찰했다.
마찬가지로, 산악 민속의 요소들은 스코틀랜드 로우랜드의 사건들로 거슬러 올라간다. 예를 들어, 20세기 초에는 애팔래치아 어린이들에게 "착하지 않으면 클레이버스에게 잡힐 거야"라는 경고가 자주 주어졌다고 기록되어 있다. 산악 주민들에게 "클레이버스"는 단지 아이들을 다루기 위해 사용되는 보기맨일 뿐이었지만, 그들은 이 문구가 17세기 스코틀랜드 사람인 클레이버하우스의 존 그레이엄에서 유래했다는 것을 알지 못했다. 그는 장로교 스코틀랜드 로우랜드 주민들의 종교를 억압하려 했기 때문에 "피의 클레이버스"라고 불렸다.

### 주거
그들이 지은 돌집과 관련하여, "홀-팔러" 평면도(층당 두 개의 방이 있고 양쪽 끝에 굴뚝이 있는 구조)는 얼스터의 젠트리들 사이에서 흔했다. 스코치-아일랜드 이민자들은 18세기에 이를 가져왔고, 이는 테네시, 켄터키 등지에서 흔한 평면도가 되었다. 돌집은 짓기 어려웠고, 대부분의 개척자들은 더 간단한 귀틀집에 의존했다.

### 퀼트
웨스트버지니아의 스코치-아일랜드 퀼트 제작자들은 조각 블록 퀼트 제작에 독특한 해석을 발전시켰다. 그들의 퀼트는 지리적으로나 철학적으로 주류 사회의 주변에서 살아가는 영원한 조건인 스코치-아일랜드 사회사를 반영하는 미학을 담고 있다. 강력한 친족 구조 내에서 개인의 자율성과 자립을 옹호하는 문화적 가치는 스코치-아일랜드 퀼팅 기술과 관련이 있다. 이 퀼트의 두드러진 특징은 다음과 같다: 1) 반복되는 패턴으로 조각되었지만 그림-배경 관계를 변경하거나 때로는 동일한 값의 색상과 인접한 프린트 직물을 사용하여 가려지는 블록, 2) 대비되는 테두리의 부재, 3) 통일된 전체 퀼팅 패턴으로, 일반적으로 "팬" 디자인 또는 동심원 호의 열이다.

### 언어 사용
몽고메리(Montgomery, 2006)는 오늘날 산악 남부 주민들의 발음, 어휘, 문법적 특징을 분석하고 그 패턴을 스코치-아일랜드 조상에게로 거슬러 올라간다. 그러나 크로지어(Crozier, 1984)는 스코치-아일랜드가 미국 문화에 동화되면서 몇 가지 어휘적 특징만 살아남았다고 제안하지만, 데이비드 해킷 피셔(David Hackett Fischer)는 저서 알비온의 씨앗(1989)에서 얼스터 스코틀랜드어가 미국 영어의 어플랜드 남부 방언에 미친 영향이 더 크다고 추정했다.

## 스코치-아일랜드계 미국인 수
| 연도 | 미국 총인구 |
| ---- | ----------- |
| 1625 | 1,980       |
| 1641 | 50,000      |
| 1688 | 200,000     |
| 1700 | 250,900     |
| 1702 | 270,000     |
| 1715 | 434,600     |
| 1749 | 1,046,000   |
| 1754 | 1,485,634   |
| 1770 | 2,240,000   |
| 1775 | 2,418,000   |
| 1780 | 2,780,400   |
| 1790 | 3,929,326   |
| 1800 | 5,308,483   |

### 1790년 인구
코리 L. 마이어링크(Kory L. Meyerink)와 로레토 데니스 슈크스(Loretto Dennis Szucs)의 '출처: 미국 계보학 안내서'(The Source: A Guidebook of American Genealogy)에 따르면, 1790년 이전에 미국에 도착한 신규 이민자들의 출신국은 다음과 같다. *로 표시된 지역은 대영 제국(1801년 이후 대영제국 및 아일랜드 연합 왕국)의 일부이거나 그 지배를 받았다. 1790년 인구 3,929,326명의 혈통은 1790년 인구 조사에서 성씨를 샘플링하고 출신국을 할당하여 다양한 출처에서 추정되었다.
하버드 미국 민족 그룹 백과사전(Thernstrom, S 1980, "Irish," p. 528)에 따르면, 1790년에는 아일랜드 태생 또는 아일랜드 혈통의 미국인이 40만 명이었으며, 이 중 절반은 얼스터 출신이고, 절반은 아일랜드의 다른 지방 출신이었다.

#### 주별 1790년 스코치-아일랜드 혈통 인구
미국 인구조사국은 미국 학술단체협의회와 협력하여 1790년 미국 인구 조사에 기록된 모든 미국 백인 가구주의 이름을 학술적으로 분류하여 아일랜드의 얼스터 지방에 뿌리를 둔 미국 식민지 인구에 대한 공식 추정치를 작성했다. 정부는 1920년대 국적 할당법 이민 쿼터를 계산하는 기초로 인구 기원에 대한 정확한 추정치를 요구했다(예: 연간 이민 쿼터 중 아일랜드 자유국에 할당될 비중과 영국의 일부로 남아 있던 북아일랜드에 할당될 비중). 최종 보고서에 따르면 1790년 미국 인구의 약 10%가 아일랜드섬에 조상 뿌리를 두었으며, 그 중 약 5분의 3이 얼스터 출신으로 아래 주별로 분류되었다.
 미국 본토의 스코치-아일랜드계 추정 인구, 1790년 미국 인구 조사 기준[[파일:{{{국기그림-1777-Ross}}}|22x20px|border |미국|링크=미국]]
| 주 또는 영토                                  | 틀:나라자료 얼스터 얼스터                                                                       | 틀:나라자료 얼스터 얼스터                                                                       |
| 주 또는 영토                                  | [[파일:{{{국기그림-saltire}}}\|22x20px\|border \|북아일랜드\|링크=북아일랜드]]스코치-아일랜드인 | [[파일:{{{국기그림-saltire}}}\|22x20px\|border \|북아일랜드\|링크=북아일랜드]]스코치-아일랜드인 |
| 주 또는 영토                                  | #                                                                                               | %                                                                                               |
| --------------------------------------------- | ----------------------------------------------------------------------------------------------- | ----------------------------------------------------------------------------------------------- |
| 코네티컷주                                    | 4,180                                                                                           | 1.80%                                                                                           |
| 델라웨어주                                    | 2,918                                                                                           | 6.30%                                                                                           |
| 조지아주                                      | 6,082                                                                                           | 11.50%                                                                                          |
| 켄터키주 & 테네시                             | 6,513                                                                                           | 7.00%                                                                                           |
| 메인주                                        | 7,689                                                                                           | 8.00%                                                                                           |
| 메릴랜드주                                    | 12,102                                                                                          | 5.80%                                                                                           |
| 매사추세츠주                                  | 9,703                                                                                           | 2.60%                                                                                           |
| 뉴햄프셔주                                    | 6,491                                                                                           | 4.60%                                                                                           |
| 뉴저지주                                      | 10,707                                                                                          | 6.30%                                                                                           |
| 뉴욕주                                        | 16,033                                                                                          | 5.10%                                                                                           |
| 노스캐롤라이나주                              | 16,483                                                                                          | 5.70%                                                                                           |
| 펜실베이니아주                                | 46,571                                                                                          | 11.00%                                                                                          |
| 로드아일랜드주                                | 1,293                                                                                           | 2.00%                                                                                           |
| 사우스캐롤라이나주                            | 13,177                                                                                          | 9.40%                                                                                           |
| 버몬트주                                      | 2,722                                                                                           | 3.20%                                                                                           |
| 버지니아주                                    | 27,411                                                                                          | 6.20%                                                                                           |
| 틀:나라자료 13개 식민지 1790년 인구 조사 지역 | 190,075                                                                                         | 5.99%                                                                                           |
| 북서부 영토                                   | 307                                                                                             | 2.92%                                                                                           |
| 프랑스어권 아메리카                           | 220                                                                                             | 1.10%                                                                                           |
| 스페인령 아메리카                             | 60                                                                                              | 0.25%                                                                                           |
| 미국                                          | 190,662                                                                                         | 5.91%                                                                                           |

## 지리적 분포
이미 해안 지역이 크게 정착되어 있었기 때문에, 아일랜드 북부 출신 정착민 집단 대부분은 "서부 산악 지역"으로 이동하여 애팔래치아산맥 지역과 오하이오강 계곡에 거주했다. 다른 이들은 북부 뉴잉글랜드, 캐롤라이나, 조지아, 북중부 노바스코샤주에 정착했다.
2000년 미국 인구 조사에서 430만 명의 미국인(미국 인구의 1.5%)이 스코치-아일랜드 혈통이라고 주장했다.

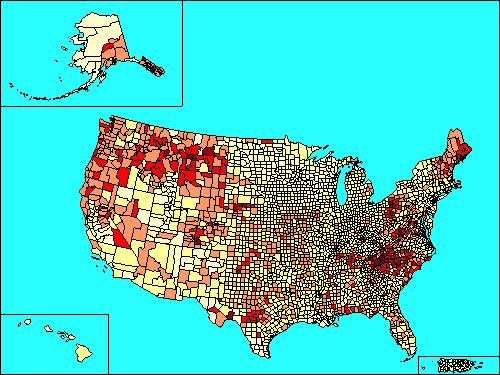
스코치-아일랜드계 혈통 보고 비율이 가장 높은 지역

작가 짐 웨브는 미국에서 스코치-아일랜드 유산을 가진 사람들의 실제 수가 2천7백만 명에 달한다고 주장한다.
2020년 기준으로 스코치-아일랜드 인구가 가장 많은 주:
- 텍사스주 – 287,393 (1.1%)
- 노스캐롤라이나주 – 274,149 (2.9%)
- 캘리포니아주 – 247,530 (0.7%)
- 플로리다주 – 170,880 (0.9%)
- 펜실베이니아주 – 163,836 (1.3%)
- 테네시주 – 153,073 (2.4%)
- 버지니아주 – 140,769 (1.8%)
- 조지아주 – 124,186 (1.3%)
- 오하이오주 – 123,572 (1.1%)
- 사우스캐롤라이나주 – 113,008 (2.4%)

스코치-아일랜드 비율이 가장 높은 주:
- 노스캐롤라이나주 (2.9%)
- 사우스캐롤라이나주, 테네시주 (2.4%)
- 웨스트버지니아주 (2.1%)
- 몬태나주, 버지니아주 (1.8%)
- 메인주 (1.7%)
- 앨라배마주, 미시시피주 (1.6%)
- 켄터키주, 오리건주, 와이오밍주 (1.5%)

### 2020년 주별 스코틀랜드계 인구
2020년 기준으로, 50개 주와 워싱턴 D.C.에 걸친 자칭 스코치-아일랜드계 미국인들의 분포는 다음 표에 제시되어 있다:
| 주                 | 인구      | 비율   |
| ------------------ | --------- | ------ |
| 앨라배마주         | 70,047    | 1.43%  |
| 알래스카주         | 9,509     | 1.29%  |
| 애리조나주         | 55,674    | 0.78%  |
| 아칸소주           | 32,957    | 1.09%  |
| 캘리포니아주       | 207,590   | 0.53%  |
| 콜로라도주         | 64,292    | 1.13%  |
| 코네티컷주         | 18,614    | 0.52%  |
| 델라웨어주         | 6,409     | 0.66%  |
| 워싱턴 D.C.        | 4,553     | 0.65%  |
| 플로리다주         | 161,840   | 0.76%  |
| 조지아주           | 117,791   | 1.12%  |
| 하와이주           | 6,226     | 0.44%  |
| 아이다호주         | 16,784    | 0.96%  |
| 일리노이주         | 69,649    | 0.55%  |
| 인디애나주         | 53,213    | 0.79%  |
| 아이오와주         | 23,671    | 0.75%  |
| 캔자스주           | 29,839    | 1.02%  |
| 켄터키주           | 60,155    | 1.35%  |
| 루이지애나주       | 32,530    | 0.70%  |
| 메인주             | 20,261    | 1.51%  |
| 메릴랜드주         | 40,362    | 0.67%  |
| 매사추세츠주       | 43,520    | 0.63%  |
| 미시간주           | 69,227    | 0.69%  |
| 미네소타주         | 27,518    | 0.49%  |
| 미시시피주         | 42,127    | 1.41%  |
| 미주리주           | 66,127    | 1.08%  |
| 몬태나주           | 15,598    | 1.47%  |
| 네브래스카주       | 14,782    | 0.77%  |
| 네바다주           | 18,756    | 0.62%  |
| 뉴햄프셔주         | 16,088    | 1.19%  |
| 뉴저지주           | 31,731    | 0.36%  |
| 뉴멕시코주         | 15,953    | 0.76%  |
| 뉴욕주             | 67,664    | 0.35%  |
| 노스캐롤라이나주   | 242,897   | 2.34%  |
| 노스다코타주       | 4,002     | 0.53%  |
| 오하이오주         | 107,534   | 0.92%  |
| 오클라호마주       | 40,409    | 1.02%  |
| 오리건주           | 50,957    | 1.22%  |
| 펜실베이니아주     | 140,542   | 1.10%  |
| 로드아일랜드주     | 5,243     | 0.50%  |
| 사우스캐롤라이나주 | 114,048   | 2.24%  |
| 사우스다코타주     | 5,208     | 0.59%  |
| 테네시주           | 140,265   | 2.07%  |
| 텍사스주           | 249,798   | 0.87%  |
| 유타주             | 26,440    | 0.84%  |
| 버몬트주           | 7,402     | 1.19%  |
| 버지니아주         | 122,569   | 1.44%  |
| 워싱턴주           | 84,650    | 1.13%  |
| 웨스트버지니아주   | 32,436    | 1.79%  |
| 위스콘신주         | 23,629    | 0.41%  |
| 와이오밍주         | 8,070     | 1.39%  |
| 미국               | 2,937,156 | 0.90%' |

## 종교
18세기 북미로 이주한 스코치-아일랜드 이민자들은 처음에는 부분적으로 그들의 장로교 신앙으로 정의되었다. 얼스터 개척지의 많은 정착민들은 칼뱅주의 사상을 신봉하는 반대파 및 비국교도 종교 집단 출신이었다. 이들에는 주로 로우랜드 스코틀랜드 장로교도들이 포함되었지만, 잉글랜드 청교도, 플랑드르 칼뱅주의자, 프랑스 위그노, 독일 팔츠인들도 있었다. 이 칼뱅주의 집단들은 교회 문제에서 자유롭게 교류했으며, 이 집단들이 가톨릭 아일랜드인과 성공회 잉글랜드인 이웃 모두에 대항하여 연합했기 때문에 국적보다는 종교적 신념이 더 중요했다.
신세계에 도착한 후, 주로 장로교도였던 스코치-아일랜드인들은 버지니아와 캐롤라이나의 산악 오지 지역으로 더 깊이 이동하기 시작했다. 외딴 오지에 많은 정착지가 생겨나면서 장로교회가 자격을 갖춘 대학교육을 받은 성직자에 대한 새로운 수요를 충족시키기 어려워졌다. 침례교나 감리교와 같은 종교 단체는 성직자 안수를 위해 고등 교육 요건이 없었고, 이들 단체는 성장하는 스코치-아일랜드 정착촌의 수요를 충족시키기 위해 목사들을 기꺼이 공급했다. 1810년경에는 침례교와 감리교 교회가 다수를 차지하게 되었고, 오늘날 스코치-아일랜드인의 후손들은 여전히 주로 침례교나 감리교 신자들이다. 밴(Vann, 2007)은 스코치-아일랜드인들이 18세기 어퍼 사우스에서 바이블 벨트를 정의하는 데 주요한 역할을 했다고 보여준다. 그는 그들이 추구했던 높은 교육 수준, 구세계에서 가져온 "지리신학적 사고 세계", 그리고 개척지 종교로 전이된 그들의 정치적 독립성을 강조한다.

### 프린스턴
1746년, 스코치-아일랜드 장로교도들은 뉴저지 대학을 설립했고, 이 대학은 후에 프린스턴 대학교로 개명되었다. 그 목적은 신학파 장로교 목사를 양성하는 것이었다. 이 대학은 스코치-아일랜드계 미국의 교육 및 종교적 중심지가 되었다. 1808년, 장로교회 내에서 이 대학에 대한 신뢰가 상실되면서 별도의 프린스턴 신학교가 설립되었지만, 수십 년 동안 프린스턴 대학에 대한 장로교의 통제는 계속되었다. 한편, 찰스 호지의 지도 아래 프린스턴 신학교는 20세기 근본주의 개신교를 형성하는 데 큰 영향을 미친 보수 신학을 창시했다.

### 준개혁교회
규모가 더 큰 장로교회는 스코치-아일랜드인과 뉴잉글랜드 출신 양키들의 혼합이었지만, 몇몇 작은 장로교 단체들은 거의 전적으로 스코치-아일랜드인으로 구성되었고, 그들은 더 넓은 미국 종교 문화로 동화되는 과정을 보여준다. 피스크(Fisk, 1968)는 1782년 연합 장로교와 개혁 장로교의 연합으로 형성된 북서부 준개혁교회의 역사를 1858년 이 단체가 시시더 스코치-아일랜드 단체들과 합병하여 북미 연합장로교회를 형성할 때까지 추적한다. 이는 서부 준개혁 시노드가 되었고 중서부에 여전히 중심을 두고 있다. 이는 동부 교회들이 양키 특성을 가진 더 큰 장로교회로 동화되는 경향 때문에 1820년에 모체에서 분리되었다. 서부 준개혁 시노드는 스코치-아일랜드 뿌리를 가진 이민 교회로서의 특성을 유지했고, 웨스트민스터 표준을 강조했으며, 공중 예배에서 시편만 사용했고, 안식교였으며, 강력한 노예 제도 폐지론자이자 반가톨릭주의자였다. 1850년대에는 많은 동화의 증거를 보였다. 이는 더 큰 에큐메니컬 관심, 서부와 도시에 대한 더 큰 전도 관심, 그리고 스코치-아일랜드 과거의 독특한 특성을 유지하는 데 대한 관심 감소를 보였다.

## 저명한 인물

### 미국 대통령
많은 미국 대통령들이 얼스터에 조상 혈통을 가지고 있다. 세 명의 대통령은 적어도 한쪽 부모가 얼스터에서 태어났다: 앤드루 잭슨, 제임스 뷰캐넌, 체스터 A. 아서. 미국의 아일랜드 개신교 유권자들은 가톨릭 아일랜드인만큼 많이 연구되지 않았다. 1820년대와 1830년대에는 잭슨 지지자들이 그의 아일랜드 배경을 강조했으며, 제임스 K. 포크 지지자들도 마찬가지였지만, 1840년대 이후로는 미국에서 개신교 정치인이 아일랜드인으로 식별되는 경우는 드물었으며, 대신 "스코치-아일랜드인"으로 식별되었다. 캐나다에서는 대조적으로, 아일랜드 개신교도들은 20세기까지 응집력 있는 정치 세력으로 남아 있었고, 당시 캐나다 보수당 및 특히 오렌지 제도와 연관되었지만, 오늘날의 정치에서는 덜 명확하다.
모든 미국 대통령의 3분의 1 이상이 얼스터에 상당한 조상적 기원을 가지고 있다. 빌 클린턴 대통령은 얼스터를 두 번 방문하는 동안 그 사실과 그 자신의 얼스터와의 조상적 연결고리에 대해 자랑스럽게 이야기했다.
클린턴은 얼스터 이민자 후손인 최소 17명 이상의 대통령 중 한 명이다. 많은 대통령들이 잭슨, 존슨, 매킨리, 윌슨과 같이 전형적인 얼스터-스코틀랜드계 성을 가지고 있는 반면, 루스벨트와 클리블랜드와 같이 덜 명확한 연결고리를 가진 대통령들도 있다.
앤드루 잭슨
7대 대통령, 1829–1837: 그의 부모님이 앤트림주 캐릭퍼거스 근처 보니비포어를 떠난 지 2년 후, 그는 주로 얼스터-스코틀랜드인들이 거주하는 사우스캐롤라이나주 왁스호스 지역에서 태어났다. 마을의 앤드루 잭슨 센터는 "늙은 히코리"의 유산을 기린다. 앤드루 잭슨은 이후 테네시주로 이주하여 저명한 정치 및 군사 경력을 시작했다. (미국 상원의원 테네시주, 1797–1798 & 1823–1825; 미국 하원의원 테네시주의 게리 브래드쇼 선거구, 1796–1797; 테네시 대법원 판사, 1798–1804; 플로리다 군정관, 1821; 미국 육군 소장, 1814–1821; 미국 자원봉사자 소장, 1812–1814; 테네시 주립 민병대 소장, 1802–1812; 테네시 주립 민병대 대령, 1801–1802)
제임스 K. 포크
11대 대통령, 1845–1849: 그의 조상들은 최초의 얼스터-스코틀랜드 정착민 중 하나로, 1680년 콜레인에서 이주하여 노스캐롤라이나주의 메클렌버그군에서 강력한 정치 가문을 형성했다. 그는 테네시주로 이주하여 대통령이 되기 전에 주지사가 되었다. (13대 미국 하원의장, 1835–1839; 9대 테네시 주지사, 1839–1841; 미국 하원의원 테네시주의 6번째 선거구, 1825–1833; 미국 하원의원 테네시주의 9번째 선거구, 1833–1839; 테네시 주립 대표, 1823–1825)
제임스 뷰캐넌
15대 대통령, 1857–1861: 귀틀집에서 태어났는데(그의 옛 학교인 펜실베이니아주 머서즈버그로 옮겨졌다), "늙은 벅"은 자신의 출신을 소중히 여겼다: "내 얼스터 혈통은 값진 유산이다." 그의 아버지는 아일랜드의 더니골주 라멜턴에서 태어났다. 뷰캐넌 가문은 원래 스코틀랜드 스털링셔 출신이며, 조상 가옥은 아직 남아 있다. (17대 미국의 국무장관, 1845–1849; 미국 상원의원 펜실베이니아주, (1834–1845); 미국 하원의원 펜실베이니아주의 3번째 선거구, 1821–1823; 미국 하원의원 펜실베이니아주의 4번째 선거구, 1823–1831; 주러시아 제국 미국 공사, 1832–1833; 주영국 대브리튼 아일랜드 연합 왕국 공사, 1853–1856; 펜실베이니아 주립 대표, 1814–1816)
앤드루 존슨
17대 대통령, 1865–1869: 그의 할아버지는 1750년경 앤트림주 란 근처 마운트힐을 떠나 노스캐롤라이나주에 정착했다. 앤드루는 그곳에서 재봉사로 일했고 그린빌, 테네시주에서 성공적인 사업을 운영한 후 부통령으로 선출되었다. 그는 에이브러햄 링컨의 암살 이후 대통령이 되었다. (16대 미국 부통령, 1865; 미국 상원의원 테네시주, 1857–1862 & 1875; 15대 테네시 주지사, 1853–1857; 미국 하원의원 테네시주의 1번째 선거구, 1843–1853; 테네시 주립 상원의원, 1841–1843; 테네시 주립 대표, 1835–1837 & 1839–1841; 그린빌, 테네시주 시장, 1834–1838; 그린빌, 테네시주 알더맨, 1828–1830; 테네시 군정관, 1862–1865; 북군 준장, 1862–1865)
율리시스 S. 그랜트
18대 대통령, 1869–1877: 그의 외증조부 존 심슨의 티론주 데르겐나흐에 있는 집은 남북 전쟁 승리 사령관으로서 두 임기 동안 대통령을 지낸 그의 파란만장한 삶을 전시하는 장소이다. 그랜트는 1878년에 조상의 고향을 방문했다. 존 심슨의 집은 여전히 티론주에 남아 있다. (미국 국방부 장관 대행, 1867–1868; 미국 육군 총사령관, 1864–1869; 미국/북군 중장, 1864–1866; 북군 소장, 1862–1864; 북군 준장, 1861–1862; 북군 대령, 1861; 미 육군 대위, 1853–1854; 미 육군 명예 대위, 1847–1848; 미 육군 소위, 1843–1853)
체스터 A. 아서
21대 대통령, 1881–1885: 가필드 사망 후 그의 대통령직 승계는 백악관이 얼스터-스코틀랜드 혈통의 인물들로 채워진 25년의 시작이었다. 그의 가족은 1815년 앤트림주 컬리바키 근처 드린을 떠났다. 현재는 아서 선조 가옥과 함께 그의 삶과 시대를 다루는 해석 센터가 있다. (20대 미국 부통령, 1881; 뉴욕 항만 국세청장, 1871–1878; 뉴욕주 방위군 병참감, 1862–1863; 뉴욕주 방위군 감찰총감, 1862; 뉴욕주 방위군 수석 엔지니어, 1861–1863)
그로버 클리블랜드
22대 및 24대 대통령, 1885–1889 및 1893–1897: 뉴저지주에서 태어난 그는 1790년대 앤트림주에서 이민 온 상인 애브너 닐의 외손자이다. 그는 연속되지 않는 임기를 지낸 유일한 대통령이다. (28대 뉴욕 주지사, 1883–1885; 34대 버펄로 시장, 1882; 뉴욕 이리 카운티 보안관, 1871–1873)
벤저민 해리슨
23대 대통령, 1889–1893: 그의 어머니 엘리자베스 어윈은 외증조부 제임스 어윈과 윌리엄 맥도웰을 통해 얼스터-스코틀랜드계 혈통을 가지고 있었다. 해리슨은 오하이오주에서 태어나 남북 전쟁에서 준장으로 복무한 후 인디애나주 정치 경력을 시작하여 백악관에 입성했다. (인디애나주 미국 상원의원, 1881–1887; 북군 명예 준장, 1865; 북군 대령, 1862–1865; 북군 대위, 1862)
윌리엄 매킨리
25대 대통령, 1897–1901: 오하이오주에서 태어났고, 앤트림주 밸리머니 근처 코나허 출신 농부의 후손으로, 그는 자신의 혈통을 자랑스러워했으며 19세기 후반에 열린 전국 스코치-아일랜드 회의 중 하나에서 연설했다. 그의 두 번째 대통령 임기는 암살자의 총탄에 의해 단축되었다. (39대 오하이오 주지사, 1892–1896; 미국 하원의원 오하이오주의 18번째 선거구, 1887–1891; 미국 하원의원 오하이오주의 20번째 선거구, 1885–1887; 미국 하원의원 오하이오주의 18번째 선거구, 1883–1884; 미국 하원의원 오하이오주의 17번째 선거구, 1881–1883; 미국 하원의원 오하이오주의 16번째 선거구, 1879–1881; 미국 하원의원 오하이오주의 17번째 선거구, 1877–1879; 북군 명예 준장, 1865; 북군 대령, 1862–1865; 북군 대위, 1862)
시어도어 루스벨트
26대 대통령, 1901–1909: 그의 어머니 미티 불록은 1729년 5월 앤트림주 글레노에서 이민 온 얼스터 스코트계 조상들을 가졌다. 루스벨트는 "아일랜드 장로교도들은 대담하고 강인한 종족"이라고 칭찬했다. 그러나 그는 또한 이렇게 말했다: "하이픈이 붙은 미국인은 전혀 미국인이 아니다. 이것은 하이픈 앞에 "native"*를 붙이는 사람만큼이나 독일인, 아일랜드인, 잉글랜드인 또는 프랑스인을 붙이는 사람에게도 마찬가지로 진실이다." (*루스벨트는 이 문맥에서 토착주의자들을 언급하는 것이었으며, 미국 원주민을 언급하는 것이 아니었다) (25대 미국 부통령, 1901; 33대 뉴욕 주지사, 1899–1900; 해군성 차관보, 1897–1898; 뉴욕시 경찰청장 위원회 회장, 1895–1897; 뉴욕주 의회 소수당 원내대표, 1883; 뉴욕주 의회 의원, 1882–1884)
윌리엄 하워드 태프트
27대 대통령, 1909–1913: 태프트 가문의 미국 내 첫 조상인 로버트 태프트 시니어는 1640년경 라우스주에서 태어났으며(그의 아버지 리처드 로버트 태프트도 1700년에 사망), 1675년 브레인트리로 이주하여 1680년 매사추세츠주 멘던에 정착했다. (10대 미국 연방 대법원장, 1921–1930; 42대 미국 국방부 장관, 1904–1908; 1대 쿠바 임시 총독, 1906; 1대 필리핀 총독, 1901–1903; 미국 제6순회 항소법원 판사, 1892–1900; 6대 미국 법무차관, 1890–1892)
우드로 윌슨
28대 대통령, 1913–1921: 가족 양쪽 모두 얼스터-스코틀랜드 혈통으로, 그의 뿌리는 매우 강하고 그에게 소중했다. 그는 티론주 스트러밴 근처 데르갈트 출신 인쇄업자의 손자이며, 그의 옛 집은 방문객에게 개방되어 있다. (34대 뉴저지 주지사, 1911–1913; 프린스턴 대학교 총장, 1902–1910)
해리 S. 트루먼
33대 대통령, 1945–1953: 가족 양쪽 모두 얼스터-스코틀랜드 혈통이다. (34대 미국 부통령, 1945; 미국 상원의원 미주리주, 1935–1945; 미주리주 잭슨 카운티 상임 판사, 1927–1935; 미국 육군 예비군 대령, 1932–1953; 미국 육군 예비군 중령, 1925–1932; 미국 육군 예비군 소령, 1920–1925; 미 육군 소령, 1919; 미 육군 대위, 1918–1919; 미 육군 중위, 1917–1918; 미주리 주방위군 상등병, 1905–1911)
린든 B. 존슨
36대 대통령, 1963–1969: 얼스터-스코틀랜드 혈통으로, 부계 혈통은 1590년 스코틀랜드 덤프리스셔까지 거슬러 올라간다. (37대 미국 부통령, 1961–1963; 미국 상원 다수당 원내대표, 1955–1961; 미국 상원 소수당 원내대표, 1953–1955; 미국 상원 다수당 원내총무, 1951–1953; 미국 상원의원 텍사스주, 1949–1961; 미국 하원의원 텍사스주의 10번째 선거구, 1937–1949; 미국 해군 예비군 사령관, 1940–1964)
리처드 닉슨
37대 대통령, 1969–1974: 닉슨 조상들은 18세기 중반 얼스터를 떠났고; 퀘이커 밀하우스 가족의 인연은 앤트림주와 킬데어주에 있었다. (36대 미국 부통령, 1953–1961; 미국 상원의원 캘리포니아주, 1950–1953; 미국 하원의원 캘리포니아주의 12번째 선거구, 1947–1950; 미국 해군 예비군 사령관, 1953–1966; 미국 해군 예비군 중령, 1945–1953; 미국 해군 예비군 대위, 1943–1945; 미국 해군 예비군 소위, 1942–1943)
지미 카터
39대 대통령, 1977–1981: 카터의 일부 부계 조상은 앤트림주, 런던데리주, 아르마주 출신이며, 일부 모계 조상은 런던데리주, 다운주, 더니골주 출신이다. (76대 조지아 주지사, 1971–1975; 조지아 주립 상원의원, 1963–1967; 미 해군 예비군 소위, 1953–1961; 미 해군 소위, 1949–1953; 미 해군 소위, 1946–1949)
조지 H. W. 부시
41대 대통령, 1989–1993: 얼스터-스코틀랜드 혈통이다. (43대 미국 부통령, 1981–1989; 중앙정보국장, 1976–1977; 2대 주베이징 미국 연락사무소 소장, 1974–1975; 10대 유엔 주재 미국 대사, 1971–1973; 미국 하원의원 텍사스주의 7번째 선거구, 1967–1971; 미 해군 소위, 1942–1945)
빌 클린턴
42대 대통령, 1993–2001: 얼스터-스코틀랜드 혈통이다. (40대 및 42대 아칸소 주지사, 1979–1981 & 1983–1992; 50대 아칸소 법무장관, 1977–1979)
조지 W. 부시
43대 대통령, 2001–2009: 얼스터-스코틀랜드 혈통이다. (46대 텍사스 주지사, 1995–2000); 텍사스 주방위공군 중위, 1968–1974)
버락 오바마
44대 대통령, 2009–2017: 모계 쪽으로 스코츠-아일랜드 혈통이다. (일리노이주 미국 상원의원, 2005–2008; 일리노이주 주립 상원의원, 1997–2004)

## 같이 보기
- 미국인 목록
- 애팔래치아
- 킹스마운틴 전투
- 잉글랜드계 미국인
- 햇필드-맥코이 불화
- 아일랜드계 미국인
- 스코치-아일랜드계 미국인 목록
- 스코틀랜드계 미국인
- 얼스터 아메리칸 포크 공원
- 위스키 반란
- 스코치-아일랜드계 캐나다인

## 더 읽어보기
- Bageant, Joseph L. (2007). 《Deer Hunting With Jesus: Dispatches From America's Class War》. 브로드웨이 북스. ISBN 978-1-921215-78-0. 미국 내 스코츠-아일랜드 후손들에 대한 문화적 논의 및 논평.
- Bailyn, Bernard; Morgan, Philip D., 편집. (2012). 《Strangers Within the Realm: Cultural Margins of the First British Empire》. 노스캐롤라이나 대학교 출판부. 학자들이 식민지 이주를 분석한다. 온라인
- Baxter, Nancy M. Movers: A Saga of the Scotch-Irish (The Heartland Chronicles) (1986; ISBN 0-9617367-1-2) 소설.
- Blethen, Tyler. ed. Ulster and North America: Transatlantic Perspectives on the Scotch-Irish (1997; ISBN 0-8173-0823-7), 학술 에세이.
- Byrne, James Patrick; Philip Coleman; Jason Francis King (2008). 《Ireland and the Americas: Culture, Politics, and History : a Multidisciplinary Encyclopedia》. ABC-CLIO. ISBN 9781851096145.
- Carroll, Michael P. (Winter 2006). 《How the Irish Became Protestant in America》. 《종교와 미국 문화》 16 (캘리포니아 대학교 출판부). 25–54쪽. doi:10.1525/rac.2006.16.1.25. JSTOR 10.1525/rac.2006.16.1.25. S2CID 145240474.
- Carroll, Michael P. (2007). 《American Catholics in the Protestant Imagination: Rethinking the Academic Study of Religion》. 존스 홉킨스 대학교 출판부. 1–26쪽.
- Chepesiuk, Ron. The Scotch-Irish: From the North of Ireland to the Making of America (ISBN 0-7864-0614-3)
- Drymon, M. M.Scotch-Irish Foodways in America(2009;ISBN 978-1-4495-8842-7)
- Dunaway, Wayland F. The Scotch-Irish of Colonial Pennsylvania (1944; reprinted 1997; ISBN 0-8063-0850-8), 견고한 오래된 학술 역사.
- Dunbar-Ortiz, Roxanne (2006). 《Red Dirt: Growing Up Okie》. 오클라호마 대학교 출판부. ISBN 978-0-8061-3775-9. 스코치-아일랜드계 미주리/오클라호마 가족의 문학/역사 가족 회고록.
- Esbenshade, Richard. "Scotch-Irish Americans." in Gale Encyclopedia of Multicultural America, edited by Thomas Riggs, (3rd ed., vol. 4, Gale, 2014), pp. 87–100. 온라인 무료
- Fischer, David Hackett (1989). 《Albion's Seed: Four British Folkways in America》. 옥스퍼드 대학교 출판부. ISBN 978-0-19-506905-1. 네 그룹의 이민자(아일랜드인, 잉글랜드 청교도, 잉글랜드 기병, 퀘이커교도)의 식민지 뿌리를 추적하는 주요 학술 연구; pp. 605–778 참조.
- Glasgow, Maude. The Scotch-Irish in Northern Ireland and in the American Colonies (1998; ISBN 0-7884-0945-X)
- Glazier, Michael, ed. The Encyclopedia of the Irish in America, (1999), 시작하기에 가장 좋은 곳 – 가톨릭과 개신교 모두를 다루는 200명 이상의 전문가의 에세이가 실린 가장 권위 있는 자료.
- Griffin, Patrick. The People with No Name: Ireland's Ulster Scots, America's Scots Irish, and the Creation of a British Atlantic World: 1689-1764 (2001; ISBN 0-691-07462-3) 견고한 학술 단행본.
- Hammock, Stephen A. Emigrants, Sails, and Scholars: A Comprehensive Review of Scots-Irish Historiography, Scots Press. (2013, ISBN 978-1-55932-318-5).
- Johnson, James E. Scots and Scotch-Irish in America (1985, ISBN 0-8225-1022-7) 중학생용 짧은 개요
- Joseph, Cameron (2009년 10월 6일). “The Scots-Irish Vote”. 《디 애틀랜틱》. 2018년 10월 19일에 확인함.
- Keller, Kenneth W. "The Origins of Ulster Scots Emigration to America: A Survey of Recent Research." American Presbyterians 70.2 (1992): 71–80. 온라인
- Kennedy, Billy. Faith & Freedom: The Scots-Irish in America (1999; ISBN 1-84030-061-2) 짧고 대중적인 연대기; 그는 지리적 지역에 대한 유사한 책을 여러 권 가지고 있다.
- Kennedy, Billy. The Scots-Irish in the Carolinas (1997; ISBN 1-84030-011-6)
- Kennedy, Billy. The Scots-Irish in the Shenandoah Valley (1996; ISBN 1-898787-79-4)
- Lewis, Thomas A. West From Shenandoah: A Scotch-Irish Family Fights for America, 1729–1781, A Journal of Discovery (2003; ISBN 0-471-31578-8)
- Leyburn, James G. Scotch-Irish: A Social History (1999; ISBN 0-8078-4259-1) 학자가 썼지만 1940년 이후 학술 문헌과는 동떨어져 있다.
- Leyburn, James G. (December 1970). “The Scotch-Irish”. 《아메리칸 헤리티지》 22 (1). 2018년 10월 19일에 확인함.
- McDonald, Forrest; McWhiney, Grady (May 1975). 《The Antebellum Southern Herdsman: A Reinterpretation》. 《남부 역사 저널》 41. 147–66쪽. doi:10.2307/2206011. JSTOR 2206011. 매우 영향력 있는 경제적 해석; 대부분의 학술 도서관을 통해 JSTOR에서 온라인으로 이용 가능. 그들의 켈트족 해석은 스코츠-아일랜드인이 다른 모든 켈트족 집단과 유사했으며, (잉글랜드의 평화로운 농부들과 대조적으로) 호전적인 목축민이었고, 이 전통을 미국으로 가져왔다고 말한다. 짐 웨브는 이 논문을 대중화했다.
- McWhiney, Grady; Jamieson, Perry D. (1984). 《Attack and Die: Civil War Military Tactics and the Southern Heritage》. 앨라배마 대학교 출판부. ISBN 978-0817302290.
- McWhiney, Grady (1989). 《Cracker Culture: Celtic Ways in the Old South》. 앨라배마 대학교 출판부. ISBN 978-0817304584. 문화 민속에 대한 주요 탐구.
- Meagher, Timothy J. The Columbia Guide to Irish American History. (2005), 개요 및 참고 문헌; 가톨릭 신자 포함.
- Miller, Kerby, 편집. (2001). 《Journey of Hope: The Story of Irish Immigration to America》. 크로니클 북스. ISBN 978-0811827836. 주요 1차 자료 출처.
- Miller, Kerby (1988). 《Emigrants and Exiles: Ireland and the Irish Exodus to North America》. 옥스퍼드 대학교 출판부. ISBN 978-0195051872. 매우 영향력 있는 연구.
- Porter, Lorle. A People Set Apart: The Scotch-Irish in Eastern Ohio (1999; ISBN 1-887932-75-5) 매우 상세한 연대기.
- Quinlan, Kieran. Strange Kin: Ireland and the American South (2004), 켈트 논문에 대한 비판적 분석.
- Sherling, Rankin. The Invisible Irish: Finding Protestants in the Nineteenth-Century Migrations to America (McGill-Queen's Press-MQUP, 2015).
- Sletcher, Michael, "Scotch-Irish", in Stanley I. Kutler, ed., Dictionary of American History, (10 vols., New York, 2002).0
- Thernstrom, Stephan; Orlov, Ann; Handlin, Oscar (1980). 《하버드 미국 민족 그룹 백과사전》 2판. 케임브리지 (매사추세츠주): 하버드 대학교.
- Vann, Barry (2008). 《In Search of Ulster Scots Land: The Birth and Geotheological Imagings of a Transatlantic People》. 사우스캐롤라이나 대학교 출판부. ISBN 978-1-57003-708-5.
- Vann, Barry (2004). 《Rediscovering the South's Celtic Heritage》. 오버마운틴 프레스. ISBN 978-1-57072-269-1.
- Vann, Barry (2007). 《Irish protestants and the creation of the Bible belt》. 《초대서양 연구 저널》 5 (라우틀리지). 87–106쪽. doi:10.1080/14794010708656856. S2CID 143386272.
- Webb, James (2004). 《Born Fighting: How the Scots-Irish Shaped America》. 브로드웨이 북스. ISBN 978-0-7679-1688-2. 소설적 접근; 미국에서 영국과의 전쟁에서 그의 민족이 겪은 전쟁에 대한 특별한 주목.
  - 버토프, 롤랜드. "남부의 켈트 안개", 남부 역사 저널 52 (1986): 523–46은 강한 비판이며; 547−50에 반론이 있다.